# Димковская, Лидия
Лидия Димковская (макед. Лидија Димковска; 11 августа 1971, Скопье) — северомакедонская поэтесса, писательница и переводчица. В значительной мере повлияла на нормы литературного македонского языка рубежа XX-XXI веков.

## Биография
Лидия Димковская родилась 11 августа 1971 года в Скопье. Изучала сравнительное литературоведение на филологическом факультете Университета Святых Кирилла и Мефодия в Скопье, позже получила степень доктора философии в области румынской литературы на филологическом факультете Бухарестского университета, в течение некоторого времени проходила обучение в университете в словенском городе Нова-Горица. Работала куратором в отделе поэзии журнала «Блесок», посвящённого культуре и искусству. С 1995 года — член Общества писателей Македонии.
Появилась на северомакедонской литературной сцене ещё в начале 1990-х годов, прославилась прежде всего своими метафорическими и повествовательно-лирическими стихами. Выпустила несколько поэтических сборников: «Рожби од исток» (1992), «Огнот на буквите» (1994), «Изгризани нокти» (1998), «Нобел против Нобел» (2001). Позже пробовала себя в прозе, писала произведения с использованием постмодернистских приёмов — наиболее известны её романы «Скриена камера» и «Резервен живот». Автор антологии «Дваесет млади македонски поети» (2000), включающей двадцатку лучших поэтов Македонии. Последняя на данный момент публикация — сборник стихотворений «Црно на бело», вышедший в 2016 году.
Димковская всегда пользовалась успехом среди литературных критиков, так, уже дебютная её работа была удостоена премии Студентски збор. Её первый роман «Скриена камера» получил премию Общества писателей Македонии имени Стале Попова. Роман перевели на несколько иностранных языков, в том числе на словенский, словацкий, польский и болгарский. Второй роман «Резервен живот» так же удостоился этой премии, кроме того, был отмечен литературным призом Европейского Союза.
Её книга pH Neutral History, переведённая с македонского языка Любицей Арсовской и Пегги Рейд, в 2013 году номинировалась на Премию за лучшую переводную книгу сетевого литературного журнала Three Percent, выпускаемого издательством Рочестерского университета.
Ныне проживает в Любляне, занимается переводами румынской и словенской литературы.